# Sarcanthopsis warocqueana
Sarcanthopsis warocqueana är en orkidéart som först beskrevs av Robert Allen Rolfe, och fick sitt nu gällande namn av Leslie Andrew Garay. Sarcanthopsis warocqueana ingår i släktet Sarcanthopsis och familjen orkidéer. Inga underarter finns listade i Catalogue of Life.